# Radara divisalis
Radara divisalis là một loài bướm đêm trong họ Noctuidae.